# Louisiana Hayride
Louisiana Hayride é um filme de comédia estadunidense dirigido por Charles Barton e estrelado por Judy Canova, Ross Hunter e Richard Lane. Foi feito pela Columbia Pictures e lançado em 13 de julho de 1944. O filme marcou a estreia no cinema de Hunter, que mais tarde se tornou um conhecido produtor cinematográfico.

## Elenco
- Judy Canova como Judy Crocker
- Ross Hunter como Gordon Pearson
- Richard Lane como J. Huntington McMasters
- Lloyd Bridges como Montague Price
- Matt Willis como Jeb Crocker
- George McKay como Canada Brown
- Minerva Urecal como Ma Crocker
- Hobart Cavanaugh como Malcolm Cartwright
- Jessie Arnold como Tia Hepzibah (sem créditos)
- Russell Hicks como H.C. Forbes
- Arthur Loft como Diretor do estúdio
- Ernie Adams como Penhorista
- Eddie Kane como Warburton
- Nelson Leigh como Wiffle, maquiador
- Robert Homans como Policial Conlon